# Fuentes extralegales
En las fuentes extralegales encontramos la costumbre y el uso.

## La costumbre
La costumbre es una norma jurídica sin los trámites ni formalidades que vincula a los particulares a través de actos. 
Características:
- Hecho reiterado, uniforme, duradero y general.
- Fuente supletoria de derecho.
- No puede controlar ni derogarla.
- Debes probarla.
- Puede aclarar la ley, ir en contra o suplir las omisiones de la ley.

### Requisitos de la costumbre
- El uso o elemento material, que es el producto de la realización de actos externos de manera general, uniforme, duradera y constante. Destacamos los usos sociales y normativos.
- Opino iuris: creencia o convencimiento de que dicha práctica generalizada es imperativa y como tal produce derechos y obligaciones.
- No sea contraria a la moral ni al orden público.

### Requisitos que tiene que cumplir una costumbre par ser conducta
- Internos: conducta general, uniforme, constante y duradera.
- Externos: conducta racional y opinio iuris.

## El uso
El uso es el producto resultante de realizar actos externos de manera general, uniforme duradera y constante. 
Tipos de usos:
- Sociales
- Normativos: usos convencionales a los que se une el opinio iuris.

## Principios generales del derechos, su posible sustitución por los principios generales de la constitución
1. Los principios generales del derecho: son ideas fundamentales e informadoras de la organización jurídica nacional, que limitan al ordenamiento jurídico y son fuente del mismo impidiendo lagunas. Sus principios naturales se encuentran en:
- Arraigadas en la conciencia social
- Carecen de texto
- El tribunal supremo debe haber establecido una doctrina legal mediante la existencia de dos o más sentencias al respecto.

Los principios generales del derecho van en contra de los axiomas jurídicos, que son sentencias concisas de fácil retención que ayuda a aclarar una cuestión.
2. Los principios constitucionales: son superiores a la ley y a la costumbre. Podría instarse a una inconstitucionalidad del artículo 1.4 código civil salvo que estos principios constitucionales suplan las deficiencias de usos y costumbres.

## Lajurisprudencia
- Pronunciamiento de todos los tribunales.

- Doctrina que de un modo reiterado establece el tribunal supremo en la aplicación de la costumbre y los principios generales del derecho.

Con la nueva ley de enjuiciamiento civil la labor de unificación del tribunal constitucional se queda reducida a causas muy concretas ya que el proceso finaliza en la audiencia provincial.

### Doctrina legal o jurisprudencial
- Jurisprudencia vinculante (anglosajona): Supone una doctrina legal ya que el fallo (sentencia) antecedente vincula al precedente (actual).
- Jurisprudencia contendential: El fallo no vincula al juez. No es doctrina legal porque:
  - No es de general aplicación
  - No es nueva norma ya que sólo interpreta y aplica un derecho entre las partes contendientes.

## Fuentes de derecho (arts. 2.1, 2.2 y 2.3)
Tiene tres sentidos:
- Filosófico: fuente de todo tipo de derecho
- Técnico: origen del derecho positivo
- Instrumental: modos de conocimiento del derecho

Hechos y formas por los que la sociedad constituida establece y esteriotipa la norma jurídica derecho positivo obligatorio.
Clases de fuentes
a) Discretas: contiene a la norma en sí misma configurada.
- Primaria: ley
- Secundaria: costumbre

b) Indirecta: ayuda a la comprensión y producción de la norma, pero no es una forma en sí misma configurada.
c) Materiales: fuerza social (congreso, administración…) con potestad normativa creadora.
d) Formal: Modos de manifestación del derecho positivo.
- Relación entre normas en base al orden, aplicación de las normas y eficacia.

## Principio de legalidad yjerarquía(arts. 1.1, 1.2, 1.3 y 1.4 Cc)
- Principio de legalidad: la ley tiene supremacía respecto a las demás fuentes del derecho y sólo puede crear derecho por las causas previstas en la Constitución de 1978.
- Jerarquía: normas subordinadas a otras superiores que hacen de soporte a las inferiores.

### Consecuencias del principio jerárquico
- Inconstitucionalidad de las normas, siempre que las leyes no se ajusten al cauce de la constitución de 1978.

Los principios de legalidad y jerarquía están recogidos en la constitución y son aplicables a todas las normas.
El título preliminar del Código Civil es aplicable a todo tipo de normas confiriéndole un valor constitucional, aportando una unión complementadora del ordenamiento jurídico y un valor propio a los tratados internacionales.
- La constitución como fundamento del orden jurídico-positivo; principios rectores de la política social y económica: la llamada constitución económica.

Toda constitución moderna se compone de una parte dogmática, que regula los derechos y libertades; y una parte orgánica que regula las instituciones del Estado.
En la constitución española, la parte dogmática se encuentra reflejada en el título I que recoge los derechos tienen el mismo valor ni garantías, según su protección.